# Chlorovirus
Genre
Espèces de rang inférieur
- Chlorovirus americanus
- Chlorovirus conductrix
- Chlorovirus heliozoae
- Chlorovirus illinoense
- Chlorovirus newyorkense
- Chlorovirus vanettense

Chlorovirus, également connu sous le nom de virus Chlorella, est un genre de virus géants à ADN double brin, de la famille des Phycodnaviridae. Ce genre se trouve à l'échelle mondiale dans les environnements d'eau douce, où des microalgues dulcicoles leur servent d'hôtes naturels. On dénombre 19 espèces de Chlorovirus,.
Le Chlorovirus a été initialement découvert en 1981 par Russel H. Meints, James L. Van Etten, Daniel Kuczmarski, Kit Lee et Barbara Ang alors qu'ils tentaient de cultiver des algues du genre Chlorella. Des particules virales ont été découvertes dans les cellules 2 à 6 heures après avoir été isolées, suivies d'une lyse après 12 à 20 heures. Ce genre viral était initialement connu sous le nom de Chlorella virus ou par celui de l’espèce type HVCV (Hydra viridis Chlorella virus),.
Bien que relativement nouvelle pour les virologues et donc peu étudiée, l'espèce Chlorovirus heliozoae, ex Acanthocystis turfacea chlorella virus 1 (ATCV-1), que l'on trouve couramment dans les lacs, s'est avérée capable d'infecter les humains. Des études portant sur les effets de l'infection sur modèle murin ont été conduites dans les années 2010,.

## Structure et génome
Les virus du genre Chlorovirus sont enveloppés, avec des géométries icosaédriques et sphériques, et une symétrie T=169 (nombre de triangulation). Le diamètre est d'environ 100 à 220 nm. Les génomes sont linéaires, généralement à copie unique, composés d'ADN double brin et d'une longueur d'environ 330 kb. L'ADNdb est fermé par une extrémité en épingle à cheveux. Les génomes présentent généralement plusieurs centaines de cadres de lecture ouverts. En tant que groupe, les Chlorovirus codent 632 familles de protéines ; cependant, chaque virus individuel ne possède que 330 à 416 gènes codant des protéines. Concernant les systèmes de modification de l'ADN, les Chlorovirus ont des bases méthylées dans des sections spécifiques de leur séquence d'ADN. Certains Chlorovirus contiennent également des introns et des intéines, bien que cela reste rare dans le genre.
Chlorovirus vanettense, ex Paramecium bursaria Chlorella virus 1 (PBCV-1), a un diamètre de 190 nm et un axe quintuple. Les sommets entre faces forment une pointe saillante, qui est la première partie du virus à aborder l'hôte. La capside externe recouvre une seule membrane bicouche lipidique, qui est obtenue à partir du réticulum endoplasmique de l'hôte. Certains capsomères sur la coque externe ont des fibres qui s'étendent à distance du virus pour faciliter son ancrage sur l'hôte,.
| Genre       | Structure     | Symétrie | Capside   | Arrangement génomique | Segmentation génomique |
| ----------- | ------------- | -------- | --------- | --------------------- | ---------------------- |
| Chlorovirus | Icosahédrique | T=169    | Enveloppé | Linéaire              | Monopartite            |

## Hôtes
Les Chlorovirus infectent certaines « algues vertes » unicellulaires du genre Chlorella qui sont très spécifiques à l'espèce et même à la souche. Elles établissent généralement des relations endosymbiotiques avec le protiste Paramecium bursaria (en), le cnidaire Hydra viridissima, l'héliozoon Acanthocystis turfacea et d'autres animaux ou protistes d'eau douce ou marins. Les virus ne peuvent pas infecter ces « zoochlorelles (en) » lorsqu'elles sont dans leur phase symbiotique, et il n'y a aucune preuve qu'elles poussent sans leurs hôtes dans les eaux indigènes. On a également découvert récemment que les Chlorovirus peuvent infecter les humains, ce qui a conduit à étudier sa pathogénicité chez la souris.

## Liste des espèces
L'ICTV identifie en 2023 les espèces suivantes :
- Chlorovirus americanus, ex Paramecium bursaria Chlorella virus NY2A
- Chlorovirus conductrix, ex Paramecium bursaria Chlorella virus A1
- Chlorovirus heliozoae, ex Acanthocystis turfacea chlorella virus 1 (en)
- Chlorovirus illinoense, ex Paramecium bursaria Chlorella virus IL3A
- Chlorovirus newyorkense, ex Paramecium bursaria Chlorella virus NYs1
- Chlorovirus vanettense, ex Paramecium bursaria Chlorella virus 1